# Myrskidor

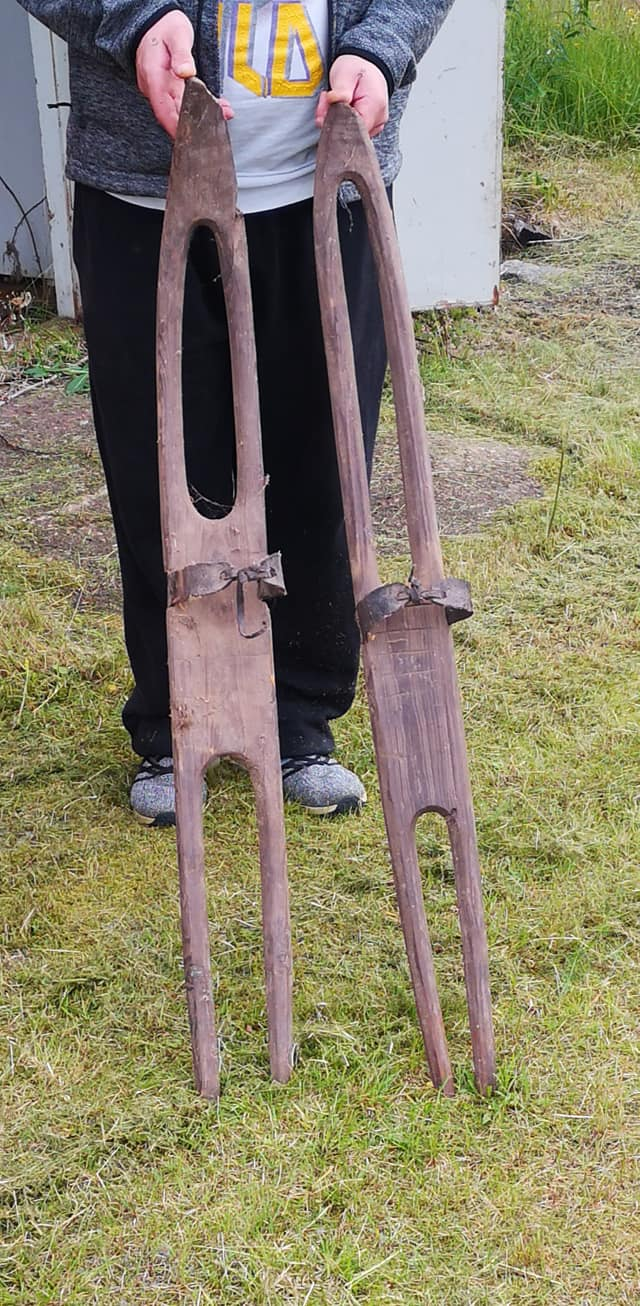
Myrskidor användes förr på myrar

Myrskidor användes förr för att inte sjunka ner för djupt när man gick på blöta mjuka sumpiga myrar t.ex. vid myrslåtter i Österbotten 
och Norrbotten. De var vanligen gjorda av björk eller al. För minskad vikt och att underlätta trampningen i vätan hade de urtag bak och ibland fram.

## Fotnoter
1. ↑  ”Aandra - Höbärgning av starr och fräken”. Malax Museiförening. https://www.yumpu.com/sv/document/read/20543166/aandra-malax-museiforening. Läst 13 juli 2020.
2. ↑  ”Redogörelse för Nordiska museets utveckling och förvaltning år 1920”. https://runeberg.org/fataburen/1920r/0012.html. Läst 13 juli 2020.